# Alf Kjellin

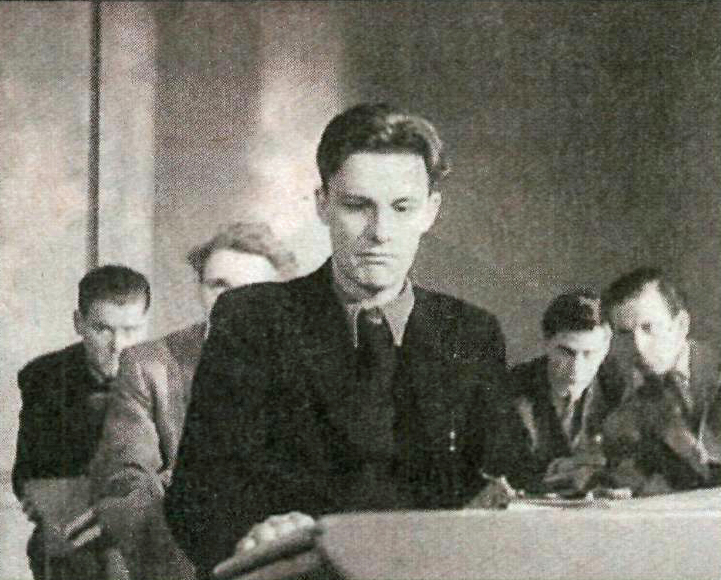
Dans Tourments (1944)

Alf Kjellin est un acteur, réalisateur et scénariste d'origine suédoise, de son nom complet Alf Gunnar Helgesson Kjellin, né à Lund (Comté de Scanie, Suède) le 28 février 1920, décédé d'une crise cardiaque à Los Angeles (Californie, États-Unis) le 5 avril 1988.

## Biographie
Après des études à la Dramatens elevskola (l'école du Théâtre dramatique royal) de Stockholm, Alf Kjellin débute comme acteur au cinéma, dans son pays natal, en 1937. Outre des films suédois (dont deux d'Ingmar Bergman et six de Gustaf Molander), il collabore en 1949, sous le pseudonyme de Christopher Kent (qu'il ne réutilisera pas), à une coproduction franco-suédoise, Singoalla de Christian-Jaque, et à un premier film américain, Madame Bovary de Vincente Minnelli. Ultérieurement, il participe également à deux films britanniques (l'un est une coproduction) et, aux États-Unis où il finit par s'installer, à des films (le dernier en 1968), un téléfilm (en 1976) et des séries télévisées (de 1952 à 1978).
Par ailleurs, Alf Kjellin est le réalisateur de neuf films (sept suédois et deux américains) entre 1955 et 1970. En outre, il est scénariste de deux d'entre eux (et d'un troisième en 1943, où il est également acteur). Il s'illustre surtout à la télévision, aux États-Unis, comme réalisateur de nombreuses séries bien connues (voir filmographie ci-après), de 1961 à 1985, ainsi que de deux téléfilms, en 1971 et 1973.

## Filmographie

### Comme acteur (sélection)

#### Au cinéma
- 1941 : Den ljusnande framtid de Gustaf Molander
- 1941 : Striden går vidare de Gustaf Molander
- 1943 : Jag dräpte d'Olof Molander
- 1943 : Natt i hamm d'Hampe Faustman (+ scénariste)
- 1944 : Den Osynliga muren de Gustaf Molander
- 1944 : Prins Gustaf de Schamyl Bauman
- 1944 : Tourments (Hets) d'Alf Sjöberg
- 1945 : Vandring med månen d'Hasse Ekman
- 1946 : Det är min modell de Gustaf Molander
- 1946 : Driver dagg faller regn de Gustaf Edgren
- 1946 : Iris et le Cœur du lieutenant (Iris och löjtnantshjärta) d'Alf Sjöberg
- 1947 : La Femme sans visage (Kvinna utan ansikte) de Gustaf Molander
- 1949 : Singoalla de Christian-Jaque (coproduction franco-suédoise)
- 1949 : Madame Bovary de Vincente Minnelli
- 1950 : Cela ne se produirait pas ici (Sånt händer inte här) d'Ingmar Bergman
- 1950 : Den vita katten d'Hasse Ekman
- 1951 : Jeux d'été (Sommarlek) d'Ingmar Bergman
- 1951 : Frånskild de Gustaf Molander
- 1952 : La Maîtresse de fer (The Iron Mistress) de Gordon Douglas
- 1952 : Mes six forçats (My Six Convicts) d'Hugo Fregonese
- 1953 : Le Jongleur (The Juggler) d'Edward Dmytryk
- 1956 : Egen ingång d'Hasse Ekman
- 1958 : Lek på regnbågen de Lars-Eric Kjellgren
- 1961 : Two Living, One Dead d'Anthony Asquith (coproduction britanno-suédoise)
- 1963 : Les Vainqueurs (The Victors) de Carl Foreman (film britannique)
- 1963 : Min kära är en ros d'Hasse Ekman
- 1965 : La Nef des fous (Ship of Fools) de Stanley Kramer
- 1966 : Le Hold-up du siècle (Assault on a Queen) de Jack Donohue
- 1968 : Destination Zebra, station polaire (Ice Station Zebra) de John Sturges

#### À la télévision
(séries, sauf mention contraire)
- 1960 : Aventures dans les îles (Adventures in Paradise)
  - Saison 1, épisode 22 Une certaine île (There is an Island) de James Neilson
- 1962 : Le Monde merveilleux de Disney (The Wonderful World of Disney ou Disneyland)
  - Saison 8, épisode 13 Hans Brinker or the Silver Skates : Part I de Norman Foster
- 1962 : Suspicion (The Alfred Hitchcock Hour)
  - Saison 1, épisode 2 Don't look behind you de John Brahm
- 1966 : Match contre la vie (Run for your Life)
  - Saison 2, épisode 3 The Borders of Barbarian de Richard Benedict
- 1967 : Tarzan
  - Saison 2, épisode 8 The Last of the Superman
- 1967-1970 : Sur la piste du crime (The F.B.I.)
  - Saison 3, épisode 10 Blueprint for Betrayal (1967) de William Hale
  - Saison 5, épisode 20 Deadly Reunion (1970)
- 1968-1969 : Première série Mission impossible (Mission : Impossible)
  - Saison 2, épisode 23 Le Phénix (The Phoenix, 1968)
  - Saison 3, épisode 17 Doomsday (1969) de John Llewellyn Moxey
- 1971 : Dan August
  - Saison unique, épisode 26 Days of Rage de Ralph Senensky
- 1972 : Le Sixième Sens (The Sixth Sense)
  - Saison 1, épisode 3 Lady, Lady, take my Life
- 1974 : Cannon
  - Saison 4, épisode 10 L'Homme qui ne pouvait oublier (The Man who couldn't forget) de George McCowan
- 1976 : Francis Gary Powers : The True Story of the U-2 Spy Incident, téléfilm de Delbert Mann
- 1977 : Huit, ça suffit ! (Eight is Enought)
  - Saison 2, épisode 12 Le Retour de tante Viviane (The Return of Auntie V)
- 1978 : L'Homme qui valait trois milliards (The Six Million Dollar Man)
  - Saison 5, épisode 16 The Lost Island de Cliff Bole

### Comme réalisateur

#### Au cinéma (intégrale)
- 1955 : La Jeune Fille sous la pluie (Flickan i regnet), avec Bibi Andersson (+ acteur et scénariste)
- 1957 : Möten i skymnigen avec Eva Dahlbeck
- 1957 : Sjutton år (+ scénariste)
- 1959 : Det svänger på slottet, avec Gunnar Björnstrand
- 1959 : Bara en kypare
- 1961 : Lustgården, avec Bibi Andersson, Gunnar Björnstrand
- 1962 : Syska (Siska, en kvinnobild), avec Harriet Andersson
- 1969 : Lingots à gogo ou Une combine en or (Midas Run), avec Richard Crenna, Fred Astaire, Ralph Richardson, Cesar Romero
- 1970 : Le Clan des McMasters (The McMasters), avec Burl Ives, Brock Peters, David et John Carradine, Jack Palance

#### À la télévision (sélection)
(séries, sauf mention contraire)
- 1961 : Alfred Hitchcock présente (Alfred Hitchcock presents)
  - Saison 6, épisode 35 Réunion de famille (Coming Home)
- 1962-1965 : Suspicion (The Alfred Hitchcock Hour)
  - Saison 1, épisode 5 Captive Audience (1962), épisode 15 The Thirty-First of February (1963) et épisode 18 Tangled Web (1963)
  - Saison 2, épisode 8 The Cadaver (1963), épisode 11 How to get rid of your Wife (1963), épisode 14 Beyond the Sea of Death (1964), épisode 15 Night Caller (1964), épisode 26 Ten Minutes from Now (1964) et épisode 31 Isabel (1964)
  - Saison 3, épisode 13 Where the Woodbine Twineth (1965) et épisode 23 Completely Foolproof (1965)
- 1964-1966 : Le Jeune Docteur Kildare (Dr Kildare)
  - Saison 4, épisode 6 The Sound of a Faraway Hill (1964)
  - Saison 5, épisode 30 Perfect is too hard to be (1965), épisode 31 Duet for one Hand (1965), épisode 46 The Encroachment (1966), épisode 47 A Patient Lost (1966), épisode 48 What happened to all the Sunshine and Roses ? (1966), épisode 49 The Taste of Crow (1966) et épisode 50 Out of a Concrete Tower (1966)
- 1965-1967 : Des agents très spéciaux (The Man from U.N.C.L.E.)
  - Saison 1, épisode 22 The See-Paris-and-die Affair (1965) et épisode 27 The Gazebo in the Maze Affair (1965)
  - Saison 2, épisode 4 Au chat et à la souris (The Foxes and Hounds Affair, 1965), épisode 14 Le Minerai mystérieux (The Yukon Affair, 1965), épisode 28 Opération chauve-souris (The Bat Cave Affair, 1966) et épisode 30 Bombe sur l'Oklahoma (The Indian Affairs Affair, 1966)
  - Saison 4, épisode 3 J comme Judas (The 'J' for Judas Affair, 1967) et épisode 8 La Partie de chasse (The Deadly Quest Affair, 1967)
- 1966 : Match contre la vie (Run for your Life), Saison 1, épisode 30 The Sadness of a Happy Time
- 1966 : Le Virginien (The Virginian)
  - Saison 4, épisode 16 Nobody said Hello
- 1966-1967 : Les Espions (I Spy)
  - Saison 2, épisode 4 La Vendetta (Vendetta, 1966), épisode 5 Le Cadeau d'Alexandre (A Gift from Alexander, 1966), épisode 9 Sur le pont des espions (Bridge of Spies, 1966), épisode 16 Le Maître-chanteur de Rome (Rome... Take away Three, 1966 ; + acteur), épisode 17 Tonia (1967), épisode 18 La Liste (Child out of Time, 1967), épisode 20 Le Seigneur de la guerre (The War Lord, 1967), épisode 23 Un secret bien gardé (Get Thee to a Nunnery, 1967) et épisode 24 L'Espion et la ballerine (Blackout, 1967)
- 1966-1967 : Annie, agent très spécial (The Girl from U.N.C.L.E.)
  - Saison unique, épisode 10 Le Paradis perdu (The Paradise Lost Affair, 1966) et épisode 27 The U.N.C.L.E. Samurai Affair (1967)
- 1967-1968 : Première série Mission impossible (Mission : Impossible)
  - Saison 2, épisode 4 La Banque (The Bank, 1967), épisode 17 Échec et mat (A Game of Chess, 1968) et épisode 19 Le Condamné (The Condemned, 1968)
- 1971 : Deadly Dream, téléfilm, avec Lloyd Bridges, Janet Leigh
- 1971-1972 L'Homme de fer (Ironside)
  - Saison 4, épisode 16 From Hrûska, with Love (1971)
  - Saison 5, épisode 22 His Fiddlers Three (1972)
- 1971-1972 : Sam Cade (Cade's County)
  - Saison unique, épisode 6 Gray Wolf (1971) et épisode 15 Le Fils préféré (The Brothers, 1972)
- 1972 : Le Sixième Sens (The Sixth Sense)
  - Saison 1, épisode 1 I do not belong to the Human World, épisode 5 The Man who died at Three and Nine (coréalisé par Robert Day) et épisode 6 Can a Dead Man strike from the Grave ?
- 1972 : Bonanza
  - Saison 14, épisode 3 The Initiation et épisode 9 The Hidden Enemy
- 1972-1973 : Mannix
  - Saison 6, épisode 2 La Confession (Cry Silence, 1972) et épisode 17 Question de principe (A Matter of Principle, 1973)
  - Saison 7, épisode 1 Prémonition (The Girl in the Polka Dot Dress, 1973)
- 1972-1973 : Gunsmoke ou Police des plaines (Gunsmoke ou Marshal Dillon)
  - Saison 18, épisode 3 Bohannan (1972), épisode 18 Patricia (1973) et épisode 19 A Quiet Day in Dodge (1973)
  - Saison 19, épisode 11 The Hanging of Newly O'Brien (1973)
- 1972-1975 : La Famille des collines (The Waltons)
  - Saison 1, épisode 2 The Carnival (1972), épisode 6 The Star (1972) et épisode 22 The Bicycle (1973)
  - Saison 2, épisode 12 The Bequest (1973) et épisode 22 The Graduation (1974)
  - Saison 3, épisode 20 The Choice (1975), épisode 9 The Emergence (1975), épisode 10 The Loss (1975) et épisode 13 The Nurse (1975)
- 1972-1975 : Hawaï police d'État (Hawaii Five-O)
  - Saison 4, épisode 15 Vertige (Bait Once, Bait Twice, 1972) et épisode 21 Bonsoir mon amour (Good Night, Baby, Time to die, 1972)
  - Saison 5, épisode 3 Il n'est pas nécessaire de tuer (You don't have to kill to get rich, but it helps, 1972) et épisode 24 Procès (Jury of One, 1973)
  - Saison 6, épisode 4 Quelle famille ! (One Big Happy Family, 1973) et épisode 9 Le Reflet du sang (Flash of Color, Flash of Death, 1973)
  - Saison 7, épisode 15 L'Ordinateur fou (Computer Killer, 1975)
- 1973 : The Girls of Huntington House, téléfilm, avec Shirley Jones, Mercedes McCambridge, Sissy Spacek
- 1974 : Première série Columbo
  - Saison 3, épisode 6 Au-delà de la folie (Mind over Mayhem)
  - Saison 4, épisode 2 Réaction négative (Negative Reaction)
- 1974 : La Planète des singes (Planet of the Apes)
  - Saison unique, épisode 10 L'Interrogatoire (The Interrogation)
- 1974 : L'Homme qui valait trois milliards (The Six Million Dollar Man)
  - Saison 1, épisode 7 Témoin oculaire (Eyewitness to Murder)
- 1974 : La Petite Maison dans la prairie (Little House on the Prairie)
  - Saison 1, épisode 7 Réceptions (Town Party, Country Party)
- 1975 : Cannon
  - Saison 4, épisode 22 Vengeance
- 1975 : Switch
  - Saison 1, épisode 11 Qui est l'autre David Ross ? (Death by Resurrection)
- 1976 : Sur la piste des Cheyennes (The Quest)
  - Saison unique, épisode 6 Ville ouverte (Seventy-Two Hours)
- 1976-1977 : Police Story
  - Saison 4, épisode 2 Bought and Paid for (1976) et épisode 17 Hand Rock Brown (1977)
- 1977 : Sergent Anderson (Police Woman)
  - Saison 3, épisode 17 L'Ombre d'un doute (Shadow of a Doubt)
- 1977 : Le Voyage extraordinaire (The Fantastic Journey)
  - Saison unique, épisode 4 La République des enfants (Children of the Gods)
- 1978 : Huit, ça suffit ! (Eight is Enough)
  - Saison 2, épisode 16 Joyeux Anniversaire ! (A Hair of the Dog)
- 1981-1983 : Dynastie (Dynasty), feuilleton
  - Saison 2, épisode 6 Rien ne va plus (Viva Las Vegas, 1981) et épisode 14 Le Syndrome de Iago (The Iago Syndrome, 1982 ; coréalisé par Jerome Courtland)
  - Saison 3, épisode 12 Les Recherches (The Search, 1983) et épisode 14 Danny (1983)
  - Saison 4, épisode 2 Le Bungalow (The Bungalow, 1983)
- 1983 : Hôtel (Hotel)
  - Saison 1, épisode 8 Hope and Charity
- 1984 : Les Petits Génies (Whiz Kids)
  - Saison unique, épisode 12 Enigma (Amen to Amen-Re)
- 1985 : Les deux font la paire (Scarecrow and Mrs. King)
  - Saison 2, épisode 18 Stock-car dans la ville (Car Wars)